# Kenneth Grahame
Pour les articles homonymes, voir Grahame.
Œuvres principales
- Le Vent dans les saules (1908)

Kenneth Grahame, né le 8 mars 1859 à Édimbourg (Écosse) et mort le 6 juillet 1932 à Pangbourne, dans le comté de Berkshire (Angleterre), est un romancier britannique.
Il est principalement connu pour son roman Le Vent dans les saules (The Wind in the Willows, 1908), un classique de la littérature britannique pour enfants, écrit à l'origine pour son fils qui partageait l'entêtement d'un des personnages du roman : Crapaud, Baron Tétard (Toad of Toad Hall). L'illustrateur le plus célèbre du roman est Ernest Howard Shepard.

## Biographie
Devenu orphelin, Grahame part vivre avec sa grand-mère. Il fait ses études au St Edward's School (en) d'Oxford, mais ne parvient pas à entrer à l'université.
Il travaille à la Banque d'Angleterre jusqu'à sa retraite en 1907. Son poste lui laisse le temps de débuter dans le journalisme, puis d'écrire des nouvelles. Il publie Pagan Papers (1893), puis The Golden Age (1895), le recueil de nouvelle Dream Days (1898), qui contient la nouvelle Le Dragon récalcitrant (The Reluctant Dragon). Après la parution du Vent des saules en 1908, Grahame cesse de publier. Une courte nouvelle posthume, intitulée Bertie's Escapade, paraît en 1949.

## Exploitation de son œuvre
La Walt Disney Company s'est inspiré de son œuvre principale pour réaliser :
- une section du film d'animation, Le Crapaud et le Maître d'école, baptisée La Mare aux grenouilles
- une attraction, Mr Toad Will Ride, basé sur le film
- un restaurant, Toad Hall Restaurant, au Parc Disneyland

Disney est également à l'origine de l'adaptation en 1941, sous la forme d'un film d'animation, de sa nouvelle Le Dragon récalcitrant.
Une bande dessinée adapte son dernier roman, Le Vent dans les Saules : le scénariste et dessinateur Michel Plessix a signé les quatre tomes de cette fidèle retranscription, parue aux éditions Delcourt entre 1997 et 2001. Quatre tomes de la suite, intitulée Le Vent dans les sables, utilisent les animaux, protagonistes du roman, dans une intrigue originale.
Une version française adaptée de la nouvelle Le Dragon récalcitrant a été publiée récemment sous le titre Le dragon qui aimait la poésie, Cannes : Les trésors du dragon mauve, 2024. Traduit et adapté par Françoise Gries.